# 美林駅
美林駅（ミリムえき、朝: 미림역）は、朝鮮民主主義人民共和国の平壌市寺洞区域にある、朝鮮民主主義人民共和国鉄道省が管轄する鉄道駅である。

## 隣の駅
鉄道省
平徳線
松新駅 - 美林駅 - 青龍駅